# Катале-Хор
Катале-Хор (перс. کتله خور , с перс. — «Гора солнца») — пещера в Иране, расположенная в остане Зенджан, шахрестан Худабенде. Она находится в 155 км к югу от города Зенджан, 80 км к югу от Худабенде и 173 км к северу от Хамадана, и в 5 км от небольшого города Гярмаб. Для проезда к этой пещере используют трассу Зенджан — Худабенде и его ответвление Заринабад-Гярмаб.

## Этимология
«Катале-Хор» может иметь много интерпретаций: «холм солнца», «деревня без солнца» и т. д., а самою убедительною представляется версия о тюркском происхождении этого сочетания. В тюркских языках «катале» означает «неровности в пещере», а хор — «легкость и удобство», и в целом «катале-хор» можно перевести буквально как «удобные неровности»; то есть тихое, укромное местечко.

## География
Пещера Катале-Хор с географической точки зрения расположена на крайнем юго-западе остана Зенджан, в непосредственной близости от его административной границы с останами Хамадан и Курдистан. Пещеру находится на высоте над уровнем моря, равной от 1690 до 1745 м, около южных склонов горы Сакызлу (1970 м), которая простирается в направлении с востока на запад и в широком смысле принадлежит к Центрально-иранскому массиву. Южные части этой скалы, где находится вход в пещеру, серьёзно подвержены эрозии. Около 60 км к югу от Катал-е Хора находится Алисадрская пещера, вторая по величине в Иране.

## История исследования
Вероятно, небольшое отверстие в пещере было некогда известно местным пастухам. А проход до большого зала был весьма узким, и пробраться к нему было можно только ползком 450 м (этот проход был значительно расширен в 1990-е годы для туристов). Первая письменная информация о существованию большой пещеры около горы Сакызлу возле Гярмаба опубликована осенью 1951 году в местной зенджанской газете, что послужило большим стимулом для дальнейшего её исследования. В следующем году группа спортсменов под руководством зенджанца Асадоллаха Джамали и известного альпиниста из Гярмаба Махмуда Мусави отправилась в Катале-Хор и открыла важный проход. Локальные газеты сообщили об их успешных исследованиях. Новая команда для систематического исследования пещеры была сформирована в 1965 году под руководством Хасана Абришами, который собрал несколько хамаданских альпинистов и открыла проход диною около 2000 м, о котором до них никто ничего не знал. Следующая экспедиция отправилась в пещеру только в 1986 году, а возглавлял её Хусейн Хусейнитабар. Они обошли пещеру 36 раз и открыли ещё три туннеля, сталагмиты, сталактиты, кристаллические образования, окаменелости и скелеты животных. После этого исследования уже было известно 4,6 км проходов в пещере, на основе которых в 2001 году хамаданский альпинистский клуб СИНА разработал карту Катале-Хора. После того, как основные части пещеры были исследованы, местная зенджанская администрация решила открыть пещеру для туристов: пространство внутри входа было переоборудовано, а внутри пещеры было поставлено много стальных мостов с подсветкою. Открыт был и внутренний путь длиною 1250 м, в результате чего туристический пеший маршрут оказался равен 2,5 км. В 1993 году начались первые профессиональные исследования Катале-Хора, которые возглавлял доктор Сирус Арщади, и в результате которых в иранских географических журналах были изданы публикации на персидском языке, сопровожденные фотографиями.
В начале 2000-х гг. иранские географы с Института по прогрессивному изучению основных наук (IASBS) в Зенджане начали проект составления карты пещеры по международным стандартам, благодаря чему в 2003 году была организована международная иранско-швейцарско-немецкая спелеологическая экспедиция, которой оказал помощь Иранский геологический институт, а также зенджанская администрация. Научная команда насчитывала четыре члена: Х. Акбарзаде (Иранский геологический институт), Джевад Ащджари (геологический отдел Ширазского университета), Михаел Лауманнс (Германия) и Рейнхолдь Шеррер (Швейцария). Команда провела свои исследования в период между 22 сентября и 7 октября 2003 года, и всего ей удалось составить картографическое описание 12860 м пещерных проходов — столько исследовательских работ не было произведено ни для одной иранской пещеры.